# Condado de Holmes (Ohio)
El condado de Holmes es uno de los 88 condados del Estado estadounidense de Ohio. La sede del condado es Millersburg, y su mayor ciudad es Millersburg. El condado posee un área de 1098 km² (los cuales 3 km² están cubiertos por agua), la población de 38 943 habitantes, y la densidad de población es de 36 hab/km² (según censo nacional de 2000). 
En el censo de 2010 tenía una población de 3025 habitantes y una densidad poblacional de 524,69 personas por km².
El condado de Holmes, que era aproximadamente un 42% de amish en 2010, alberga la segunda comunidad amish más grande del mundo (después del condado de Lancaster, Pensilvania), que atrae a muchos visitantes al condado.

## Historia
El condado de Holmes se formó el 20 de enero de 1824 a partir de partes de los condados de Coshocton, Tuscarawas y Wayne. Lleva el nombre de Andrew Holmes, un oficial de la Guerra de 1812. En 1863, durante la Guerra Civil, se produjeron numerosos pequeños disturbios contra el reclutamiento, principalmente en las zonas de habla alemana.
El condado de Holmes en ese momento era un bastión demócrata, dominado por sus colonos holandeses de Pensilvania, junto con muchos inmigrantes alemanes recientes. Con la aprobación de la Ley de Conscripción en marzo de 1863, los políticos del condado de Holmes denunciaron tanto al Congreso como al presidente Lincoln como despóticos, diciendo que el servicio militar forzado era poco diferente a la esclavitud. El servicio militar obligatorio había sido común en sus antiguas tierras natales alemanas, y fue una de las razones por las que se habían mudado a Estados Unidos. En junio estallaron violentas protestas que continuaron hasta que el Ejército de la Unión marchó al condado y declaró la ley marcial.

## Comunidad Amish
Existe una gran comunidad Amish de aproximadamente 36,000 en el noreste-centro de Ohio, centrada en el condado de Holmes y que se extiende a los condados circundantes. La afiliación de Holmes Old Order Amish con 140 distritos de iglesias de 221 en el asentamiento Amish del condado de Holmes en 2009 es la afiliación amish principal y dominante. El condado de Holmes alberga el porcentaje más alto de amish de todos los condados de EE. UU., Actualmente el 42 por ciento de la población, y los expertos especulan que dentro de -15 años el condado de Holmes puede ser el primer condado mayoritario de amish. El Amish & Mennonite Heritage Center en Berlín explica las formas tradicionales de los Amish y ofrece una historia ilustrada para los visitantes en su mural de 10 pies por 265 pies.
La población total de Amish del área, centrada en el condado de Holmes, es la comunidad Amish más grande del mundo. Llamado localmente "País Amish", atrae a muchos visitantes al condado, lo que convierte al turismo en un sector importante de la economía local. En los asentamientos amish del condado de Holmes hay varias afiliaciones amish del antiguo orden. 
La afiliación de Holmes Old Order Amish es la afiliación principal y original, los Swartzentruber Amish con tres subgrupos, que se originaron en 1917 en el condado de Holmes, son los Amish más conservadores del condado de Holmes. También están Andy Weaver Amish (formado en 1952), Stutzman-Troyer Amish, Old Order Tobe Amish y Roman Amish en el lado conservador, mientras que New Order Amish (formado a principios de la década de 1960), New Order Tobe Amish y New Order Amish Christian Fellowship está en el lado más progresivo.
El condado de Holmes alberga más afiliaciones amish que cualquier otro lugar del mundo.